# Kurtziella plumbea
Kurtziella plumbea är en snäckart som först beskrevs av Hinds 1843.  Kurtziella plumbea ingår i släktet Kurtziella och familjen kägelsnäckor. Inga underarter finns listade.